# F-22 Lightning II
 (juin 2017).
Si vous disposez d'ouvrages ou d'articles de référence ou si vous connaissez des sites web de qualité traitant du thème abordé ici, merci de compléter l'article en donnant les références utiles à sa vérifiabilité et en les liant à la section « Notes et références ».
Pour les articles homonymes, voir F22.
F-22 Lightning II est un jeu vidéo de simulateur de vol de combat développé par NovaLogic, distribué par Ubisoft et sorti en 1996 sur PC. Le jeu permet au joueur de piloter l'avion de chasse furtif Lockheed Martin F-22 Raptor. Le suffixe "Lightning 2" est un rappel à l'appareil P-38 de Lockheed Martin, surnommé "Lightning".